# Скупчення Скорпіон
Розсіяне скупчення Скорпіон (також відоме як Мессьє 52 та NGC 7654) є розсіяним скупченням в сузір'ї Кассіопеї.

## Історія відкриття
Скупчення було відкрито Шарлем Мессьє 7 вересня 1774.

## Цікаві характеристики
M52 знаходиться на відстані 3000 світлових років від Землі.

## Спостереження

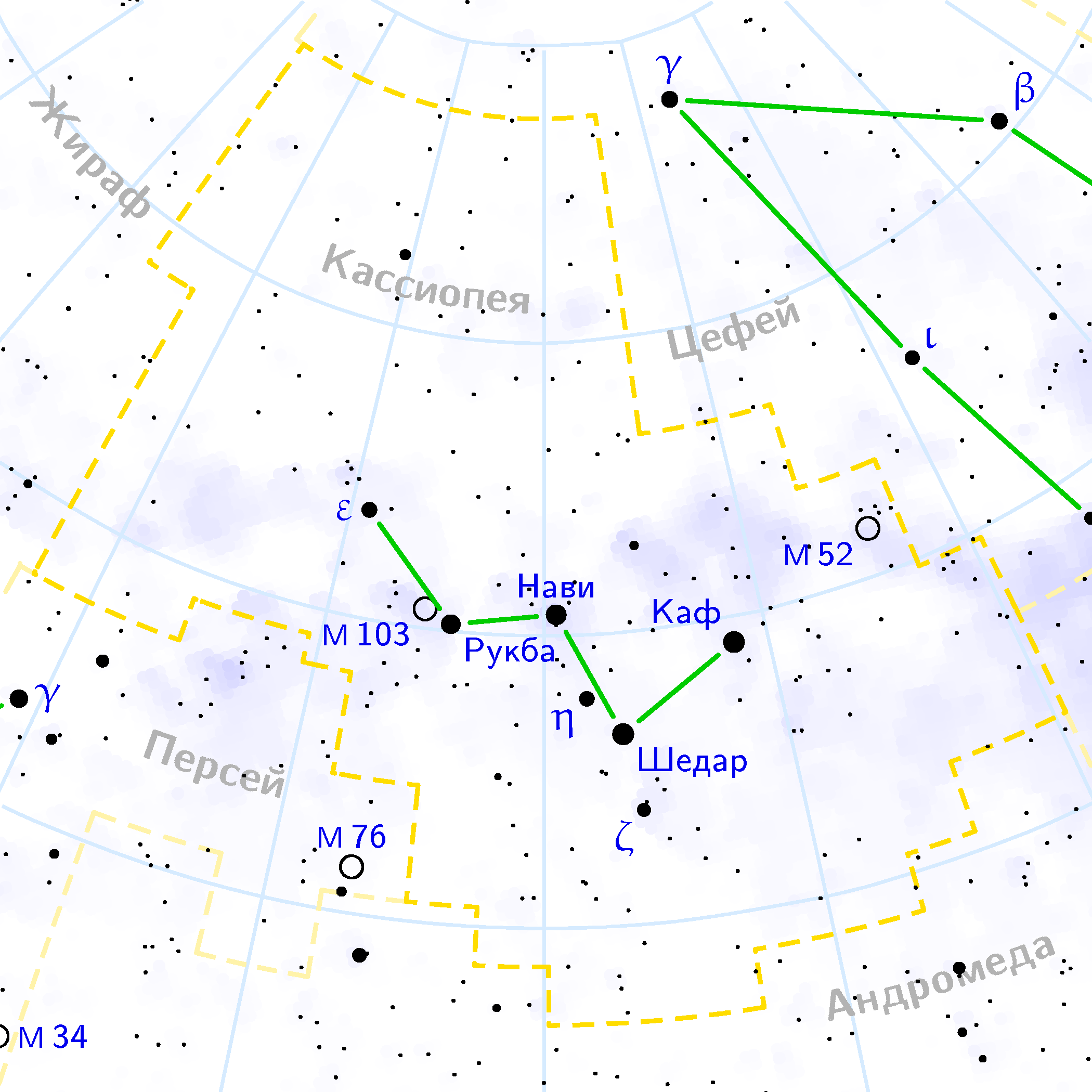
Скупчення М52 в Кассіопеї

М52 досить яскраве і багате зірками розсіяне скупчення в приполярної області Чумацького Шляху майже точно на кордоні сузір'їв Цефея і Кассіопеї. Незважаючи на велику кількість зірок фону, його неважко знайти в польовий бінокль приблизно на рівній відстані від зірок β Касіопеї і ι Цефея, менш ніж у градусі на південь від помаранчевої зірки 4 Cas (5m). У полі зору бінокля або невеликого телескопа на місці М52 видно кілька зірок і досить яскраве дифузне світіння фону. У телескоп з апертурою 200—250 мм скупчення розпадається на сотню зірок дуже різної яскравості. Перш за все в очі впадає яскрава (8.6m) помаранчева зірка на західному кордоні скупчення. При уважному вивченні виявляється, що вона чотириразова (!) З трьома неяскравими супутниками (приблизно 11m) на відстанях 44 (на південь), 80 (на північ) і 130 (на північний схід) кут. секунд. Скелет малюнка скупчення становить приблизно два десятки жовтих зірок на тлі величезного безлічі тьмяніших.
У одному полі зору з М52 можна виявити ще два об'єкти далекого космосу: небагате скупчення Czernik 43 в 15 кутових хвилинах на південь і знамениту туманність «бульбашка» в 40 кутових хвилинах на південний захід.

### Сусіди по небу з каталогу Мессьє
- M103 — (на схід) компактне розсіяне скупчення;
- M31, M32 і M110 — (на південний схід) «Туманність Андромеди» зі своїми супутниками;
- M39 — (на південний захід, в Лебедя) яскраве розсіяне скупчення

### Послідовність спостереження в «Марафоні Мессьє»
… М110 → М33 →М52 → М103 → М76 …

## Навігатори
Координати:  23г 24.2м 00с, +61° 35′ 00″